# Semundam
Semundam is een bestuurslaag in het regentschap Muko-Muko van de provincie Bengkulu, Indonesië. Semundam telt 778 inwoners (volkstelling 2010).